# Putanges-Pont-Écrepin
Putanges-Pont-Écrepin è un comune francese di 1 047 abitanti situato nel dipartimento dell'Orne nella regione della Normandia.
Bagnato dalle acque dell'Orne, il territorio comunale fa parte della regione cosiddetta Svizzera normanna.

## Società

### Evoluzione demografica
Abitanti censiti